# Liste der Biografien/Wt
Liste der Biografien |
Portal Biografien |
Personensuche
# |
A |
B |
C |
D |
E |
F |
G |
H |
I |
J |
K |
L |
M |
N |
O |
P |
Q |
R |
S |
T |
U |
V |
W |
X |
Y |
Z |
?
 
Wa |
Wc |
Wd |
We |
Wh |
Wi |
Wj |
Wl |
Wn |
Wo |
Wr |
Ws |
Wt |
Wu |
Ww |
Wy |
Wz
Die Liste der Biografien führt alle Personen auf, die in der deutschsprachigen Wikipedia einen Artikel haben. Dieses ist eine Teilliste mit 3 Einträgen von Personen, deren Namen mit den Buchstaben „Wt“ beginnt.

## Wt

### Wte
- Wtewael, Joachim (1566–1638), niederländischer Maler

### Wto
- Wtorow, Nikolai Alexandrowitsch (1866–1918), russischer Großindustrieller und der reichste Mann Russlands vor der Oktoberrevolution

### Wtt
- Wttewaall van Wickenburgh, Gerard (1776–1839), niederländischer Jurist und Agrarwissenschaftler